# José Hiber Ruiz
José Hiber Ruiz Nataren (ur. 31 stycznia 1980 w Tonali) – meksykański piłkarz występujący na pozycji bocznego pomocnika.